# Neoephemera projecta
Neoephemera projecta is een haft uit de familie Neoephemeridae. De wetenschappelijke naam van de soort is voor het eerst geldig gepubliceerd in 2000 door Zhou & Zheng.
De soort komt voor in het Palearctisch gebied.